# Ottendorf (Ottendorf-Okrilla)

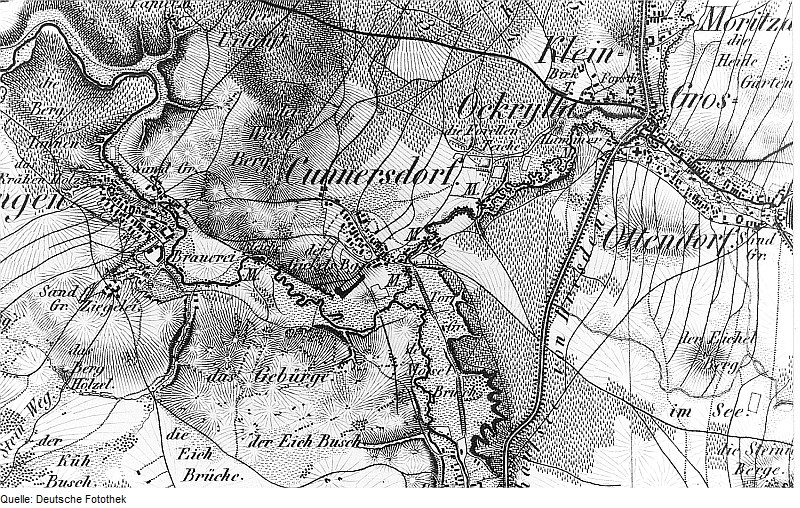
Ottendorf (rechts) auf einer Karte aus dem 19. Jahrhundert

Ottendorf ist ein Teil des Ortsteils Ottendorf-Okrilla in der gleichnamigen Gemeinde im Landkreis Bautzen in Sachsen.

## Geographie
Ottendorf liegt in der gleichnamigen Gemarkung im Osten der Gemeinde Ottendorf-Okrilla nördlich von Dresden. Benachbarte Orte sind die Ottendorf-Okrillaer Ortsteile Moritzdorf im Norden, Großokrilla im Westen sowie Diensdorf und Grünberg im Süden. Östlich benachbart ist der Wachauer Ortsteil Lomnitz. Der Ottendorfer Dorfkern liegt entlang der Radeberger Straße an der Orla. Südlich davon erstreckt sich ein großes Gewerbegebiet. Am Haltepunkt Ottendorf-Okrilla hat Ottendorf Anschluss an die Bahnstrecke Dresden-Klotzsche–Straßgräbchen-Bernsdorf. 

## Geschichte

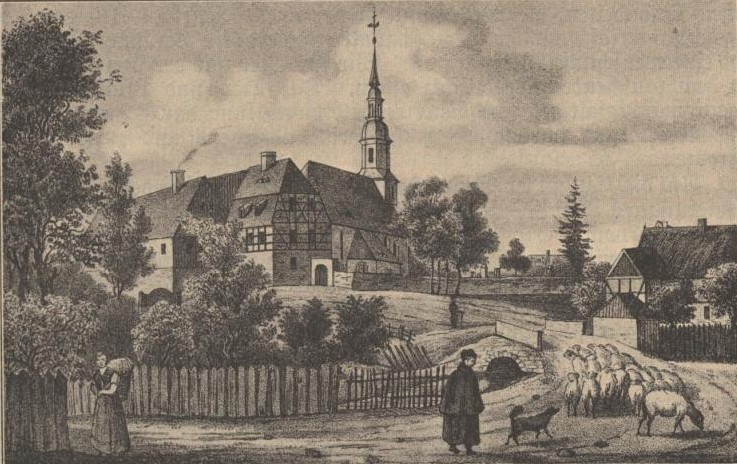
Ottendorf um 1840

Der Ort fand 1357 erstmals Erwähnung als „Ottindorf“. Der Ortsname ist mittelhochdeutschen Ursprungs, leitet sich vom Lokatornamen Otto ab und bedeutet somit „Dorf eines Otto“. In den folgenden Jahrhunderten ist unter anderem die Schreibweise „Ottendorff“ verbürgt. Im Jahr 1875 heißt der Ort „Ottendorf b. Radeberg“ zur Unterscheidung von namensgleichen Orten, von denen es in Sachsen allein sieben gibt (insbesondere im Raum Dresden).
Ottendorf entstand als Waldhufendorf, dessen Flur 1871 etwa 642 Hektar umfasste. Bereits um 1500 befand sich eine Pfarrkirche im Ort, wohin auch Dörfer der Umgebung eingepfarrt waren. Die Grundherrschaft übten die Besitzer des Rittergutes im nahen Seifersdorf aus. Die Verwaltung oblag zumeist dem Amt Dresden, zwischenzeitlich auch dem Amt Radeberg. Im Jahr 1856 gehörte Ottendorf dann zum Gerichtsamt Radeberg und kam danach zur Amtshauptmannschaft Dresden, aus der der Kreis Dresden-Land hervorging. Auf Grundlage der Landgemeindeordnung von 1838 erlangte Ottendorf seine Selbstständigkeit als Landgemeinde. Mit Moritzdorf schloss sich Ottendorf 1911 zur Gemeinde Ottendorf-Moritzdorf zusammen, zu der 1920 Cunnersdorf und am 1. April 1921 Kleinokrilla kam. Nach der Vereinigung mit Großokrilla am 1. Juli 1921 hieß die Gemeinde Ottendorf-Okrilla. Mit der Auflösung des Kreises Dresden-Land kam die Gemeinde zum Landkreis Kamenz, der wiederum 2008 dem Landkreis Bautzen angegliedert wurde.

## Einwohnerentwicklung
| Jahr | Einwohner                                 |
| ---- | ----------------------------------------- |
| 1551 | 33 besessene Mann, 32 Inwohner, 8 Häusler |
| 1764 | 33 besessene Mann, 30 Häusler             |
| 1834 | 534                                       |
| 1871 | 744                                       |
| 1890 | 1076                                      |
| 1910 | 2567 (mit Moritzdorf)                     |
| 1925 | siehe Ottendorf-Okrilla                   |